# Moringen
Moringen ist eine Kleinstadt im Landkreis Northeim in Niedersachsen (Deutschland).

## Geografie

### Geografische Lage
Moringen liegt im Moringer Becken östlich des Höhenzugs Weper, an den sich westlich der Solling anschließt, und wird vom Oberlauf der Moore durchflossen, die einen westlichen Zufluss der Leine darstellt. Im Norden wird das Moringer Becken vom Höhenzug der Ahlsburg, einem Ausläufer des Solling, begrenzt.

### Stadtgliederung
- Behrensen
- Blankenhagen
- Fredelsloh
- Großenrode
- Lutterbeck
- Moringen
- Nienhagen
- Oldenrode
- Thüdinghausen

## Geschichte
Der Ort wurde im ersten Jahrtausend gegründet. Als Gau Morunga gehörte die Gegend südlich des Suilbergaus zum Leinegau. Im Hochmittelalter trafen hier die Interessen der Grafen von Dassel und der Herren von Rosdorf aufeinander. Die ältere bäuerliche Siedlung, das Oberdorf von Moringen, entstand um den „Opferteich“ und die aus dem 11. Jahrhundert stammende Martini-Kirche.
Das Unterdorf wurde unter Ausschluss des bäuerlichen Oberdorfes mit den Rechten einer Stadt ausgestattet und befestigt. Die Siedlung erschien erstmals 978 in einer Urkunde unter dem Namen „Moringa“. Keimzelle der späteren Stadt bildete die 1157 erstmals erwähnte Burg Moringen. In der Mitte des 14. Jahrhunderts erhielt die in ihrem Umfeld entstandene Siedlung das Stadtrecht, erstmals ausdrücklich als solche bezeichnet wurde sie 1381.

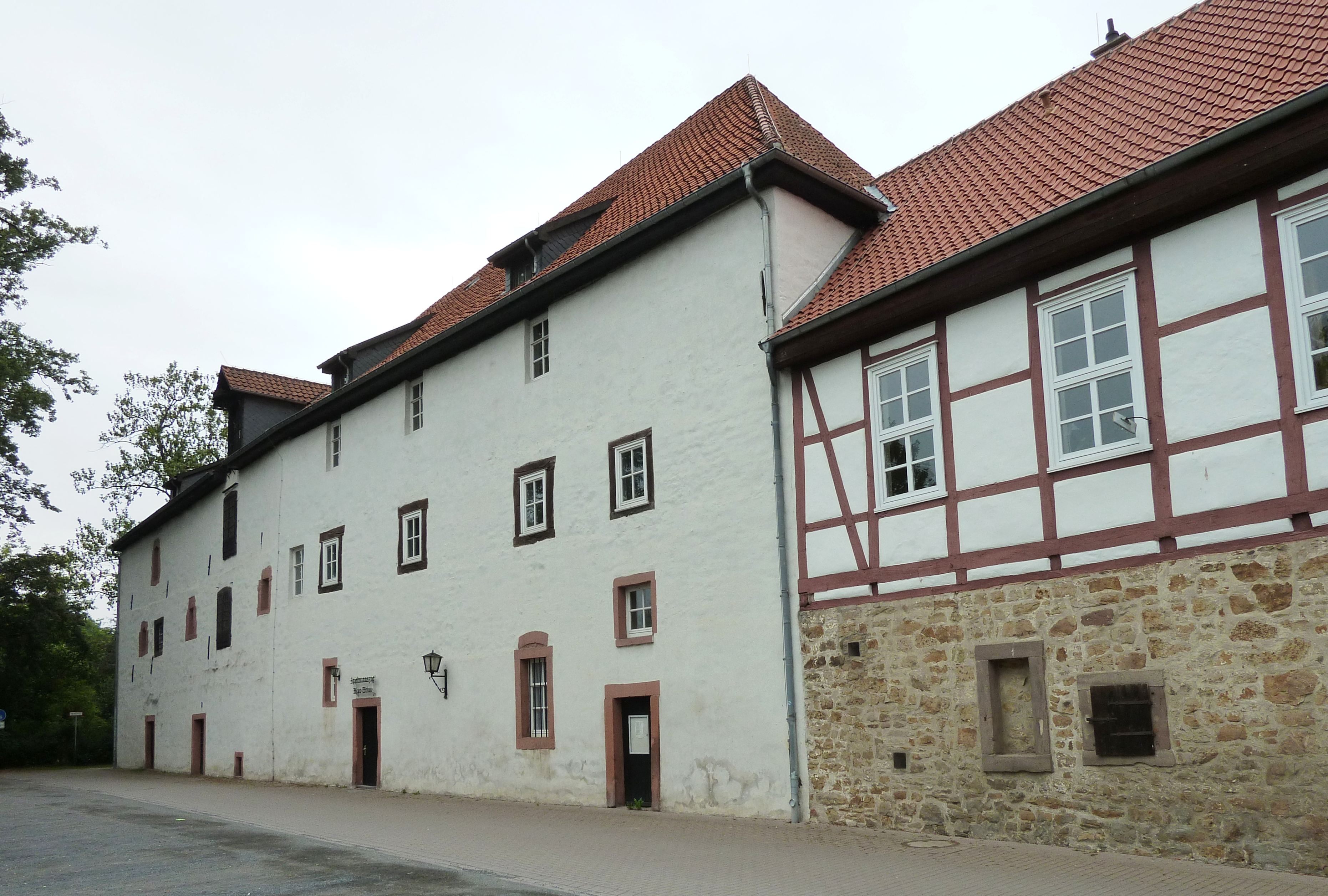
Überrest der Burg Moringen

Umstritten ist, ob bis zum Jahr 1312 eine Templer-Komturei in Moringen existiert haben soll. Bezeugungen davon finden sich in der Dasselischen und Einbeckischen Chronica von Johannes Letzner aus dem Jahre 1596, der auch berichtet, dass nach Aufhebung des Ordens die Güter an das einstige Augustinerkloster in Einbeck gegangen sein sollen. Plausibler als der Templerorden ist der Deutsche Orden, denn der Moringer Freiherr zu Münchhausen wurde 1815 für die Einziehung seiner Güter, die er als Komtur dieses Ordens verwaltete, mit einer Pension entschädigt. Moringen war oftmals von den Herzögen abhängig, die sich nach eigenem ermessen oftmals der Stadt bedienten. Als Herzog Otto der Quade 1387 mit der Stadt Göttingen in Fehde lag, wurden auch Northeimer und Moringer zur Heerfolge verpflichtet, während Hardegsen, Ottos Residenz, sich nicht beteiligen musste. Im Namen des Königs Sigismund belehnte Landgraf Ludwig von Hessen 1420 seinen Schwager, Otto Cocles, mit dessen Fürstentum, sowohl Northeim, als auch Moringen werden in dieser Übertragung erwähnt. Seit der Frühen Neuzeit gehörte die Stadt zum Fürstentum Göttingen.

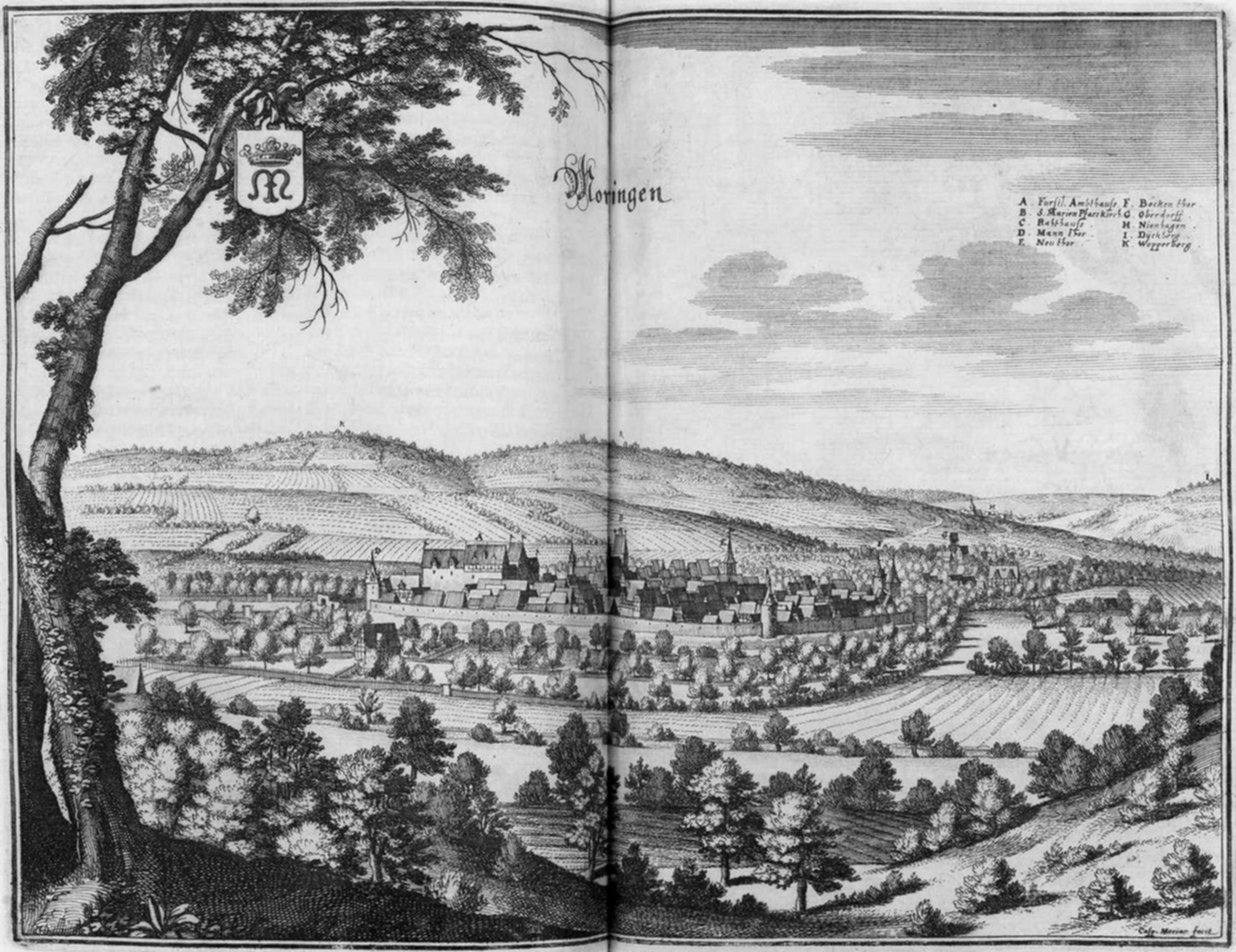
Merian-Stich von Moringen

1734 zerstörte ein Feuer fast die gesamte Stadt. Innerhalb von wenigen Stunden brannten 110 Wohnhäuser und 159 Wirtschaftshäuser ab, worunter sich zudem das Brauhaus befand. Verschont blieb jenes Stadtviertel, welches nördlich der alten Burg und der Pfarrkirche gelegen war. Man baute die Stadt im Stile der Zeit, nun mit breiteren Straßen als zuvor, wieder auf, damit sich ein solches Feuer nicht wieder so schnell ausbreiten konnte. Dazu ordnete die Regierung in Hannover an, dass die Straßen 48 Fuß breit und geradlinig angelegt sein sollten, jedes vierte Haus sollte eine Hauptbrandmauer erhalten. Scheunen und Ställe durfte man nur noch in einem bestimmten Abstand zu den Wohngebäuden errichten und als Dachdeckungsmaterial seien nur Ziegel oder Steine zu verwenden.
Nach einem Brand in der Oberen, heutigen Neuen Straße, 1747 fanden die neuen Baurichtlinien auch dort ihre Anwendung. Nur Reste der alten Stadtgestaltung sind heute noch im Bereich der Burg erkennbar. Überhaupt wurde Moringen im Verlauf seiner Geschichte häufiger von Bränden heimgesucht, so berichtet ein Gerichtsbuch aus dem 15. Jahrhundert, dass 1461 der Ort in twen stunde al utebrennt, weitere Feuer wüteten in den Jahren 1491 und 1496 als Moringen von einem Tor bis zum anderen in Flammen aufging. Nach dem Feuer von 1506 blieben noch 26 Häuser stehen, kleinere Brände folgten 1671, 1679 und 1680.

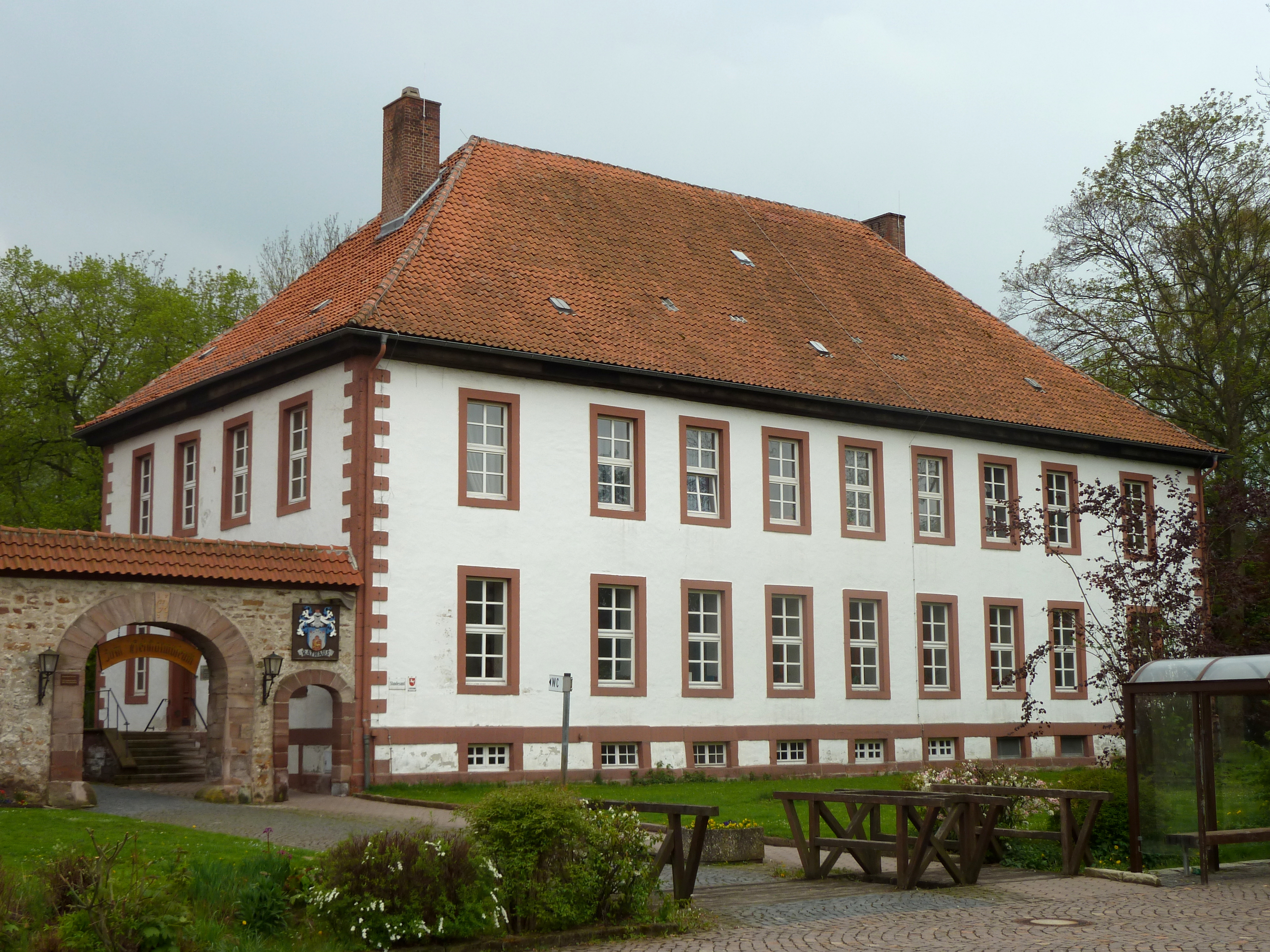
Amtshaus von 1721, später Amtsgericht, heute Rathaus

Der Ort bestand noch bis weit in die zweite Hälfte des 20. Jahrhunderts hinein aus zwei praktisch selbständigen und in ihrem Erscheinungsbild sowie ihrer Funktion verschiedenen Teilen. Der ältere Abschnitt bildete dabei das Oberdorf, welches um die Sedalkirche St. Martin erbaut wurde und den Charakter eines Bauerndorfes trug. Erst 1890 gemeindete man das Oberdorf in die Stadt ein. Das Unterdorf errichtete man um den Königshof und die spätere Wasserburg als Handwerkersiedlung. Die deutliche Abgrenzung ist durch einen Stadtplan belegt, der kurz nach dem verheerenden Brand von 1734 angefertigt wurde. Ein weiteres Indiz bildet eine Stadtansicht von 1654, die auch die, um 1400 errichtete Stadtmauer verdeutlicht. Um 1750 zeugt ein Stadtplan von einigen Veränderungen des Stadtbildes, die damit einhergingen, dass man weite Teile der alten Stadtmauer abgerissen und einige Abschnitte der Wälle abgetragen hatte. Lediglich an der Nordseite der Stadt verblieben zwei Ecktürme und einige Segmente der Stadtmauer erhalten.
Wirtschaftlich ist bis heute das Oberdorf landwirtschaftlich geprägt. Von hier aus werden weite Teile der ausgehenden Moringer Ackerflur bearbeitet. Im Unterdorf dagegen spielte bis um die Mitte des 19. Jahrhunderts die Leineweberei eine große Rolle, die erstmals zu Beginn des 15. Jahrhunderts auftritt. Der 1878 erfolgte Anschluss Moringens an die Bahnlinie Northeim-Hardegsen-Uslar-Bad Karlshafen änderte wenig am Charakter des Landstädtchens, was daran liegt, dass der Bahnhof etwa 2 km außerhalb des Ortes erbaut wurde. Moderne Wohnviertel entstanden im Norden Moringens, sowie entlang der Nienhagener Straße. Gewerbliche Bedeutung besaßen mitunter die Molkerei, eine Strumpffabrik, eine Schuhfabrik, eine Glühlampenfabrik, eine Maschinenfabrik und eine Möbelfabrik. Davon ist heute lediglich die Maschinenfabrik übrig geblieben.

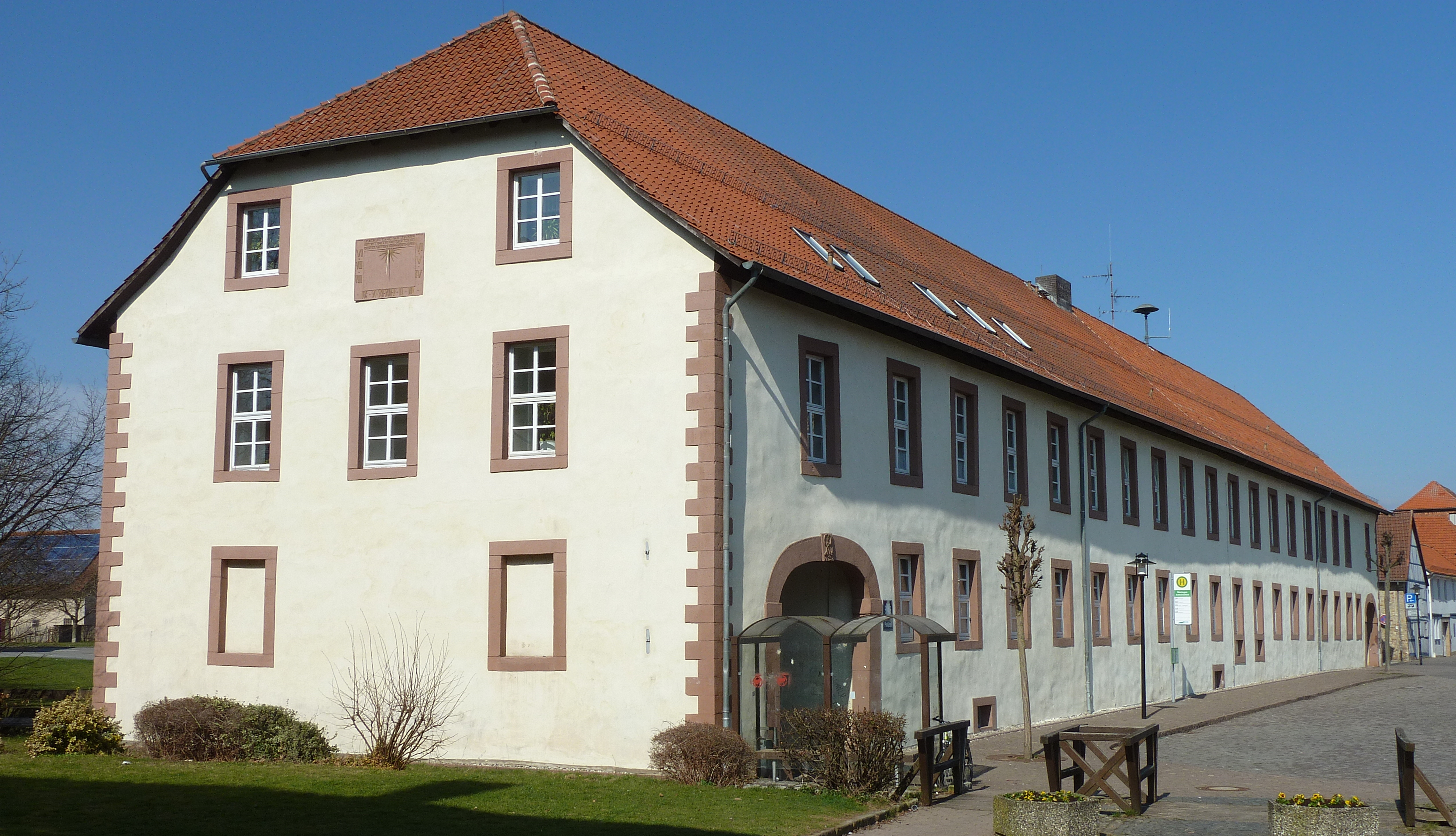
Moringer Stadtgut

Die Familie von Münchhausen besaß in Moringen ein großes Gut. Börries von Münchhausen († 1722) wurde 1716 Drost in Moringen. Dessen Sohn Börries († 1773), Landdrost, folgte dem Vater im Amte nach und erwarb sich Verdienste durch den Wiederaufbau der Stadt nach den Bränden von 1734 und 1747. Er kaufte 1739 das Stadtgut Moringen, 1759 einen Teil der Ländereien des früheren Laubingerschen Gutes im Oberdorf und 1771 das Herbstsche Gut im Oberdorf. Nach dem großen Brand wurde das Moringer Stadtgut draußen vor dem Büchentor neu aufgebaut. Der eigentliche Gutshof war der heutige Rathausplatz (er heißt so, weil das dortige Münchhausen'sche Herrenhaus zuvor lange Zeit als Rathaus genutzt wurde, bevor die Stadtverwaltung in das alte Amtsgebäude auf dem Gelände der ehemaligen Wasserburg umzog).
Erbe wurde der nächste Sohn, Oberhauptmann Börries v. M. († 1829), nach ihm dessen Sohn, Landschaftsrat Albrecht Friedrich v. M. († 1880), auf den 1880 sein Sohn, der Kammerherr Börries von Münchhausen (1845–1931) folgte; dieser erwarb das im thüringischen Altenburger Land gelegene Gut Windischleuba, das zum ständigen Wohnsitz der Familie wurde. Auf das etwa 400 Hektar große Gut Moringen kam ein Pächter; die Familie von Münchhausen besuchte es nur noch gelegentlich. Der Sohn in nächster Generation war Börries von Münchhausen (1879–1945), der als Balladendichter berühmt geworden ist. Dessen Sohn Börries (1904–1934) sollte die Erbfolge in Moringen antreten. Aber er fiel, 29 Jahre alt, 1934 einem Autounfall zum Opfer. Seine Stiefgeschwister erbten die Güter, Siegfried Leberecht Heinrich Crusius das Gut Parensen, Charlotte von Katte, geb. Crusius, das Gut Moringen. 1950 verkaufte sie es zum Zwecke der Aufsiedlung an die Niedersächsische Landgesellschaft.
In der Zeit des Nationalsozialismus, vom April 1933 bis April 1945, bestanden in den ehemaligen Landeswerkhäusern in der Stadtmitte drei aufeinanderfolgende Konzentrationslager (für Männer, Frauen und Jugendliche, siehe KZ Moringen).

## Eingemeindungen
Am 1. März 1974 wurden die Gemeinden Behrensen, Blankenhagen, Fredelsloh, Großenrode, Lutterbeck, Nienhagen, Oldenrode und Thüdinghausen eingegliedert.

## Politik

### Rat
Der Rat der Stadt 
Moringen besteht aus 18 Ratsfrauen und Ratsherren. Dies ist die festgelegte Anzahl für eine Gemeinde mit einer Einwohnerzahl zwischen 6001 und 7000 Einwohnern. Die Ratsmitglieder werden durch eine Kommunalwahl für jeweils fünf Jahre gewählt. Die aktuelle Amtszeit begann am 1. November 2021 und endet am 31. Oktober 2026.
Sitz und Stimme im Rat hat außerdem die Bürgermeisterin.
Bei der Kommunalwahl 2021 ergab sich folgende Sitzverteilung:
| Stadtrat 2021Insgesamt 18 Sitze - Linke: 1 - SPD: 7 - Grüne: 3 - GMV: 2 - CDU: 5 |

### Bürgermeisterin
Bürgermeisterin von Moringen ist seit 1. November 2014 Heike Müller-Otte (parteilos). Sie wurde zuletzt 2021 im ersten Wahlgang mit 52,23 Prozent der Stimmen gegen Stefan Wurst (parteilos) und Bernd Bundstein (GMV) wiedergewählt. Die Wahlbeteiligung lag bei 59,78 Prozent.
Stellvertretende Bürgermeister sind Thomas Brauns (SPD), Arndt Wolkenhauer (CDU) und Elke Krause (Grüne).

### Ortsräte
Die Ortschaften Fredelsloh, Nienhagen und Thüdinghausen werden durch drei Ortsräte und insgesamt 21 Ortsratsmitglieder vertreten. Für die übrigen Ortschaften wird durch den Rat jeweils ein Ortsvorsteher bestimmt.
Die Kommunalwahl 2021 ergab folgende Sitzverteilung in den Ortsräten:
| Ortschaft     | SPD | 0WG | 0∑ |  | Namen der Wählergruppen            |
| ------------- | --- | --- | -- |  | ---------------------------------- |
| Fredelsloh    | 6   | 3   | 9  |  | Gemeinsame Liste Fredelsloh        |
| Nienhagen     | –   | 5   | 5  |  | Freie Wählergemeinschaft Nienhagen |
| Thüdinghausen | –   | 7   | 7  |  | Freie Wählergruppe Thüdinghausen   |
| ∑             | 6   | 15  | 21 |  |                                    |

### Wappen
Blasonierung: „In Blau eine dreitürmige, silberne Burg mit gezinntem, breitem Mittelturm, den bogenförmige Zinnenmauern mit dem rot bedachten seitlichen Spitztürmen verbinden. Im kleeblattförmigen Torbogen ein schreitender, herschauender, gekrönter goldener Löwe“. Mitte des 14. Jahrhunderts entstand das erste Siegel des kurz vorher zur Stadt gewordenen Burgfleckens, in ihm ist im Torbogen noch ein aufrecht stehender Helm, versehen mit zwei aufrecht stehenden Schlüsseln, zu sehen, welcher auf die Edelherren von Rostorp verweist, die seit 1252 Mitinhaber vom Flecken und der Burg waren. Seit der Herrschaft der Welfen 1379 zeigt das Siegel den Löwen in wechselnder Richtung an.

## Bauwerke

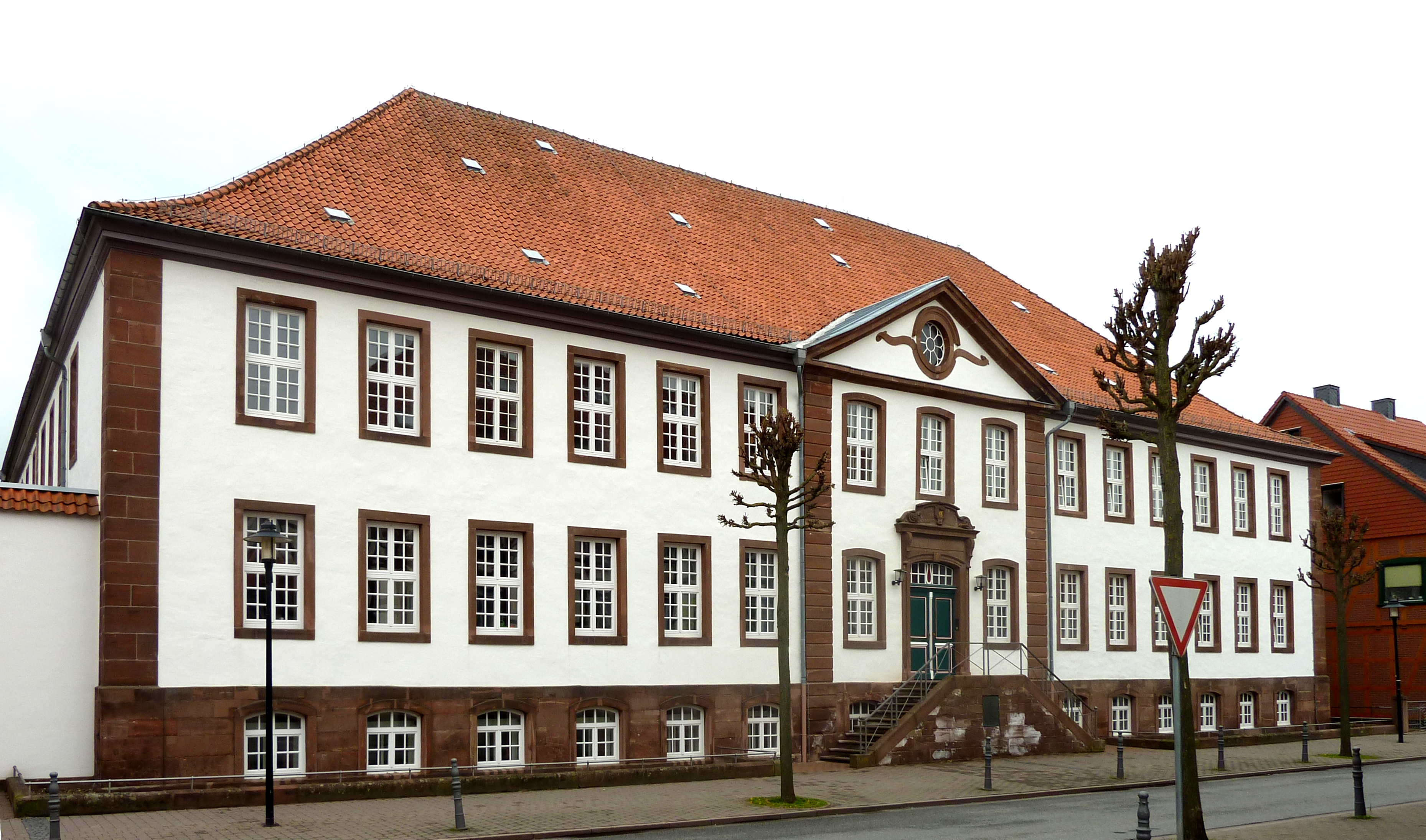
Ehemaliges Waisenhaus

### Waisenhaus, Arbeitshaus, Konzentrationslager
In Moringen gab es ein Waisenhaus, das spätere Werkhaus, das 1732 auf Kosten der Calenberg-Grubenhagenschen Landschaft errichtet wurde. 1798 wurde das Waisenhaus geräumt, um es anlässlich der damaligen Seeblockade zu einer Zuckerfabrik umzubauen. Das Projekt zerschlug sich 1803 auf Grund der französischen Besatzung, so dass das Gebäude wieder Waisenhaus wurde.
Die seinerzeitigen Unterrichts-Methoden des „Moringischen Waisenhauses“ erklärte der hannoversche Pfarrer Gerhard Philipp Scholvin testamentarisch zum Vorbild für seine ab 1803 initiierte Scholvin-Stiftung.
1818 kaufte es das Königreich Hannover zur Einrichtung einer so genannten Korrektionsanstalt. Ab 1838 wurden dort Polizeigefangene untergebracht. Ab 1866 unter preußischer Herrschaft wurde es Werkhaus, d. h. Arbeitshaus für „Nachhaft/Korrektionshaft“. Ab 1871 diente es als Provinzialwerkhaus. 1901–1907 wurde eine Abteilung für schwererziehbare Fürsorgezöglinge angegliedert. Im Ersten Weltkrieg wurden hier feindliche, zum Austausch bestimmte Ausländer zusammengefasst. Eine Bedeutung hatte dieses Werkhaus für die Landwirte der Umgebung, die hier gegen geringes Entgelt Arbeitskommandos zur Arbeitshilfe bekommen konnten.
Die Gebäude des Landeswerkhauses dienten von 1933 bis 1945 der Unterbringung des KZ Moringen: Sie wurden vom 10. April 1933 bis 29. November 1933 als Schutzhaftsammellager für insgesamt etwa 1000 Männer und vom 7. Juni 1933 bis 21. März 1938 als Frauenkonzentrationslager, vom 1. August 1940 bis zum Kriegsende, d. h. bis zum 6. April 1945, unter der euphemistischen Bezeichnung „Polizeiliches Jugendschutzlager“ als Jugendkonzentrationslager benutzt. Im Frauen-KZ Moringen waren insgesamt etwa 1350 Frauen inhaftiert, im Jugend-KZ etwa 1400 Jugendliche im Alter von 13 bis 22 Jahren. Während der ganzen Zeit wurde der „normale Werkhausbetrieb“ fortgeführt.
Bei Kriegsende wurden die Gebäude des Werkhauses einschließlich des Jugendschutzlagers von der Besatzungsregierung beschlagnahmt zur Einrichtung eines Lagers für „Displaced Persons“. Am 27. August 1947 wurde das jetzige Landeswerkhaus von der britischen Militärregierung an das Land Niedersachsen übergeben, in dessen Barackenlager jedoch Polen noch bis zum 28. Juni 1960 wohnten. 1956 mit Verlegung der letzten „Korrigenden“ wurde das Landeswerkhaus aufgelöst, um stufenweise in ein Landeskrankenhaus umgewandelt zu werden. An diese Vergangenheit erinnert die KZ-Gedenkstätte Moringen im ehemaligen Torhaus der Stadt.

### Kirchen

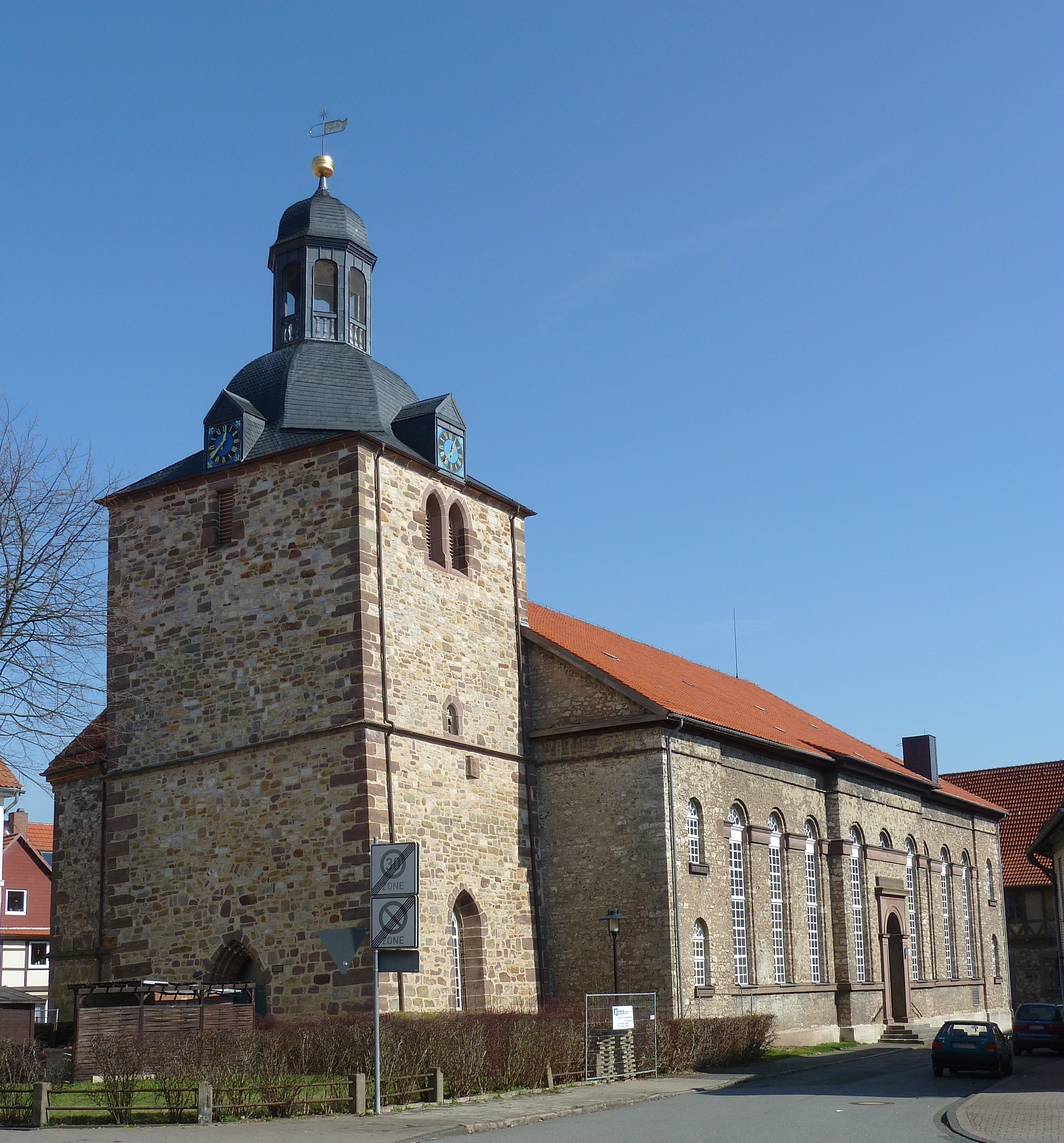
Evangelisch-lutherische Stadtkirche Liebfrauen

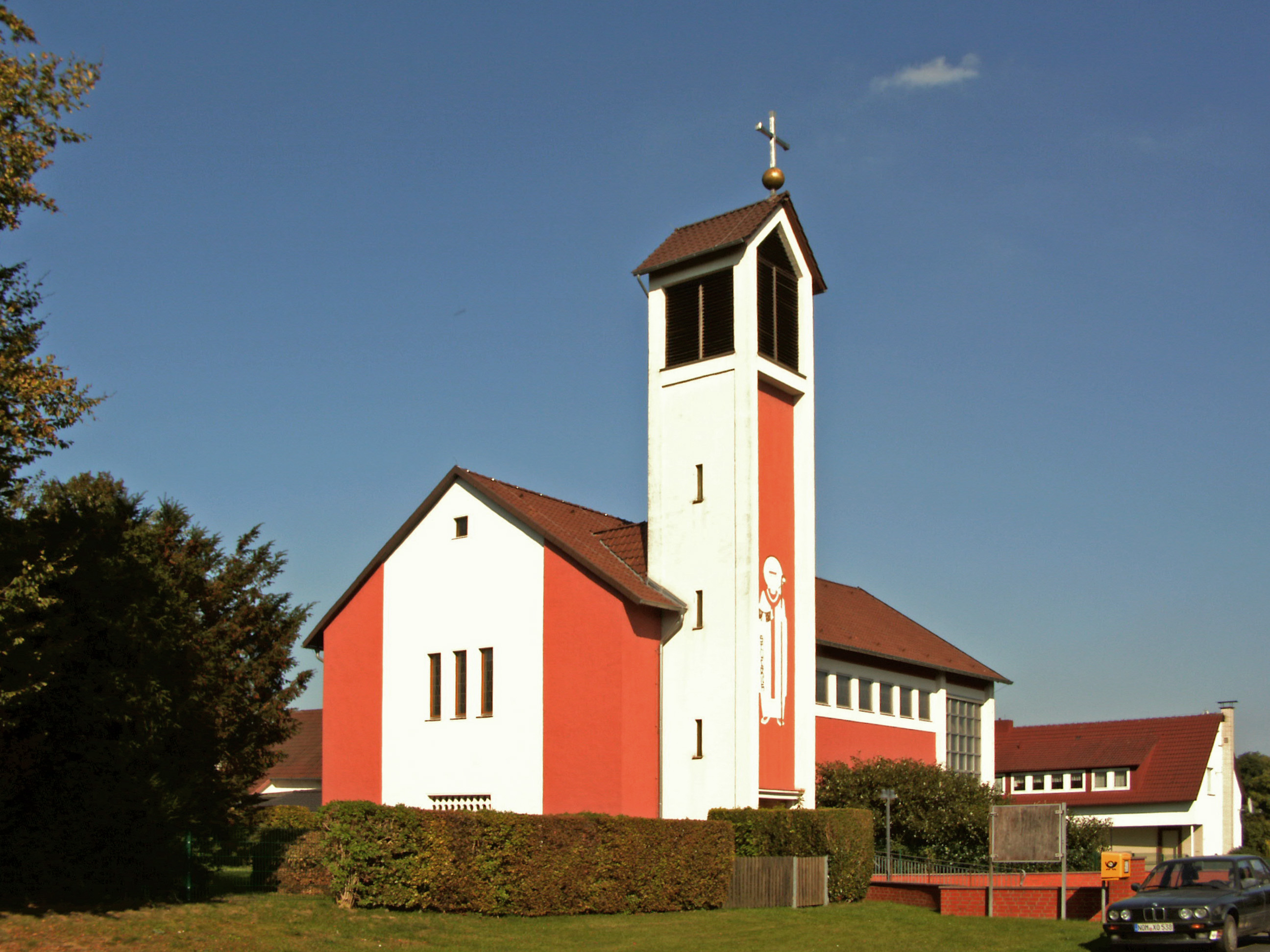
Katholische Ulrichskirche

#### Martinikirche
Die heute in Privatbesitz befindliche Kirche enthält romanische Bauelemente und wurde später baulich erweitert und repariert. Die ursprünglich mainzische Kirche stand bis zum Bau der Stadtkirche unter dem Patronat des Klosters Lippoldsberg und war Sedeskirche im Petersstift Nörten. Ursprünglich befand sich an der Stelle des heutigen Gotteshauses eine einfache hölzerne Taufkirche, der heutige Bau entstand um 1100. Im Jahre 1730 mussten ihre Seitenschiffe sowie das baufällige Kirchendach und der Glockenstuhl abgebrochen werden. Bereits 1566 befand sich das Gewölbe in einem baufälligen Zustand, die Reparaturen dauerten damals bis in das Jahr 1571 an.
Heute finden in der Kirche diverse Veranstaltungen statt, sie kann auch für private Anlässe gemietet werden.

#### Liebfrauenkirche (Stadtkirche)
Die Liebfrauenkirche wurde 1847/50 an der Stelle eines Vorgängerbaus errichtet, einer 1492 ausgebauten und mit Bestätigung durch Bischof Berthold zur Stadtkirche erhobenen Kapelle. Sie ist ein klassizistischer Saalbau mit umlaufenden Emporen. Heute gehört die Kirchengemeinde zum evangelisch-lutherischen Kirchenkreis Leine-Solling.

#### Ulrichskirche
Die katholische Kirche St. Ulrich wurde 1959 erbaut, nachdem sich in Folge des Zweiten Weltkriegs durch den Zuzug von katholischen Flüchtlingen und Heimatvertriebenen die Zahl der Katholiken im seit der Reformation evangelischen Moringen stark vergrößert hatte. Seit 2006 gehört die Kirche zur Pfarrgemeinde Mariä Heimsuchung mit Sitz in Northeim.

#### Krankenhauskirche
Das Maßregelvollzugszentrum Moringen (ehemaliges Landeskrankenhaus) verfügt über eine eigene 1880 erbaute Kirche auf seinem Grundstück.

## Kultur und Sehenswürdigkeiten
- Jüdischer Friedhof am Hagenberg mit 55 Grabsteinen
- Alter Stadtkern mit einigen gut erhaltenen Gebäuden
- Stadtpark mit einzelnen Gräbern aus dem 19. Jahrhundert
- Sohnrey-Hütte auf der Weper, Aussichtspunkt

## Wirtschaft und Infrastruktur

### Verkehr
Moringen liegt an der Bundesstraße 241. Etwa 5 km östlich befindet sich die Anschlussstelle Northeim West (Nr. 70) der Bundesautobahn 7.

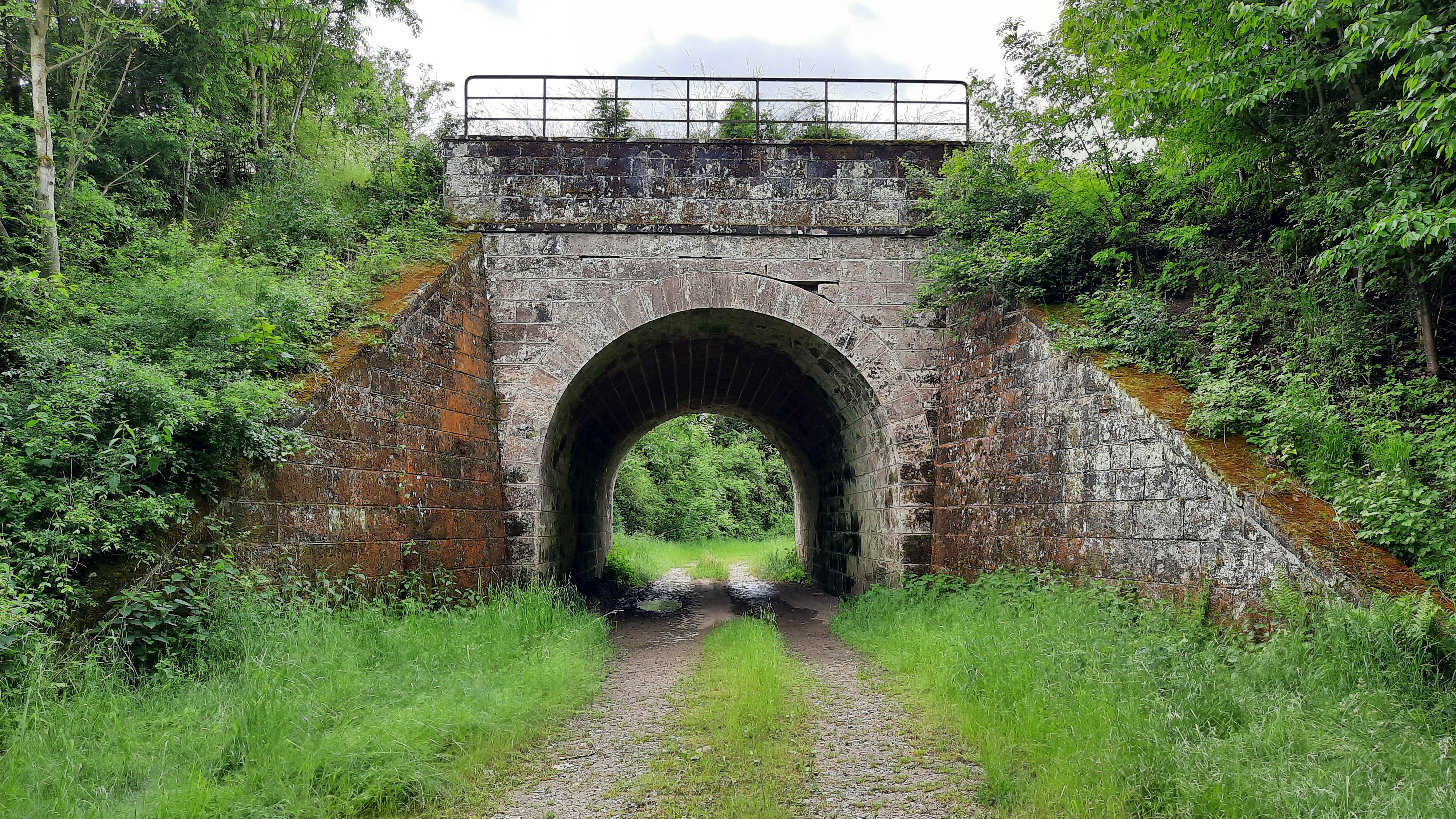
Diese Bahnbrücke bei Moringen diente u. a. als Drehort für den Eisenbahnraub.

Bis 1984 war Moringen mit einem eigenen, aber außerhalb der Ortsbebauung gelegenen Bahnhof an die Sollingbahn angebunden, der noch eine Weile Güterbahnhof blieb und danach geschlossen wurde. Die Bahnanlagen sind inzwischen abgerissen. Die nächstgelegene Bahnstation ist im benachbarten Hardegsen, Anschlüsse zum Fernverkehr bestehen in Göttingen (ICE) und Northeim (IC).
An zwei Eisenbahnüberführungen bei Moringen über Feldwege nordwestlich sowie östlich von Vorwerk Holtensen wurden 1965 Szenen des Fernsehdreiteilers Die Gentlemen bitten zur Kasse gedreht, der vom größten Eisenbahnraub der Kriminalgeschichte handelt. Als ein Drehort diente auch das inzwischen abgerissene Bahnhofsgebäude von Moringen.
Das Segelfluggelände Weper liegt etwa 2,5 km südlich des Stadtteils Fredelsloh.

### Öffentliche Einrichtungen
- Maßregelvollzugszentrum: vom Land getragenes forensisch-psychiatrisches Krankenhaus

### Bildung
- Löwenzahnschule (Grundschule)
- Kooperative Gesamtschule Moringen

### Museen
- Gasometer Moringen
- Heimatmuseum Moringen
- KZ-Gedenkstätte Moringen
- Töpfereimuseum Keramikum im Ortsteil Fredelsloh[28]

## Persönlichkeiten
- Johann Gabriel Domeier (1717–1790), Historiker und von 1748 bis 1790 Bürgermeister
- Anton Cleve (1789–1848), hannoverscher Amtmann in Coppenbrügge
- Heinrich Sauthoff (1828–1889), Kämmerer der Stadt Moringen und erster Rechnungsführer der neugegründeten Stadtsparkasse Moringen
- Gustav Schrader (1829–1903), Jurist und Mitglied des Preußischen Abgeordnetenhauses
- Rudolf Fuess (1838–1917), Feinmechaniker, führender Hersteller von wissenschaftlichen Präzisionsinstrumenten in Berlin
- Richard Uffeln (1859–1939), Bürgermeister von Moringen in den Jahren 1890–1927
- Curt Roesebeck (1871–1947), Chirurg
- Erich Schmidt (1882–1964), Jurist, Oberbürgermeister und Oberstadtdirektor von Göttingen
- Helene Meyer-Moringen (1898–1965), in Moringen geborene Malerin
- Gerhard  Hahn (1901–1943), in Großenrode geborener evangelischer Theologe und Politiker
- Releff Wolter-Peeksen (* 1913), in Moringen geborener Politiker und Landtagsabgeordneter
- Karl-Heinz Rehkopf (* 1936), in Fredelsloh geborener Unternehmer (tedox KG)
- Marianne König (* 1954), in Fredelsloh geborene Politikerin und Landtagsabgeordnete
- Detlef Garbe (* 1956), Leiter der KZ-Gedenkstätte Neuengamme
- Karoline Otte (* 1996), Politikerin (Grüne)